# 22456 Salopek
22456 Salopek este o planetă minoră (asteroid) din centura de asteroizi. A fost descoperită pe 4 decembrie 1996 la Observatorul Național Kitt Peak de Spacewatch. 
Obiectul prezintă o orbită caracterizată de o semiaxă mare de 2,4005784 UAi, o excentricitate de 0,1, o înclinație de 7,15994 ° în raport cu ecliptica.